# روجر بيتس
روجر بيتس (بالإنجليزية: Roger Bates)‏ هو لاعب الجسر ‏ أمريكي، ولد في 1947.